# Regionalwahlen in Italien 1975
Die Regionalwahlen in Italien 1975 fanden am 15. und 16. Juni statt.

## Zusammenfassung der Ergebnisse
| Listen                                        | Stimmen    | %    | Mandate |
| --------------------------------------------- | ---------- | ---- | ------- |
| Democrazia Cristiana                          | 10.698.157 | 35,3 | 277     |
| Partito Comunista Italiano                    | 10.148.723 | 33,5 | 247     |
| Partito Socialista Italiano                   | 3.631.912  | 12,0 | 82      |
| Movimento Sociale Italiano – Destra Nazionale | 1.950.213  | 6,4  | 40      |
| Partito Socialista Democratico Italiano       | 1.701.864  | 5,6  | 36      |
| Partito Repubblicano Italiano                 | 961.797    | 3,2  | 19      |
| Partito Liberale Italiano                     | 749.821    | 2,5  | 11      |
| Democrazia Proletaria                         | 271.216    | 0,9  | 4       |
| Partito di Unità Proletaria per il Comunismo  | 147.030    | 0,5  | 4       |
| Unità Popolare                                | 30.810     | 0,1  | –       |
| Democrazia Operaia                            | 24.634     | 0,1  | –       |
| Sinistra Indipendente                         | 7.880      | 0,0  | –       |
| Partito Giustizialista Italiano               | 3.418      | 0,0  | –       |
| Unabhängigen (Apulien)                        | 2.068      | 0,0  | –       |
| Unione di Forze Democratiche                  | 1.452      | 0,0  | –       |
| Unabhängigen (Molise)                         | 1.419      | 0,0  | –       |
| Unità Popolare per il Socialismo              | 1.128      | 0,0  | –       |
| Unione Rifondazione Socialista Democratica    | 488        | 0,0  | –       |
| Gesamt                                        | 30.334.030 | 100  | 720     |

## Wahlergebnisse der Regionen
| Region                    | DC     | PCI    | PSI    | MSI–DN | PSDI  | PRI   | PLI   | DP    | PdUP  | Sonstige | Gültige Stimmen |
| ------------------------- | ------ | ------ | ------ | ------ | ----- | ----- | ----- | ----- | ----- | -------- | --------------- |
| Piemont → Ergebnis        | 32,1 % | 33,9 % | 12,9 % | 4,3 %  | 7,4 % | 3,6 % | 5,0 % | –     | –     | 0,8 %    | 3.047.564       |
| Lombardei → Ergebnis      | 37,5 % | 30,4 % | 14,1 % | 4,5 %  | 5,2 % | 3,1 % | 2,8 % | 2,5 % | –     | –        | 5.822.081       |
| Venetien → Ergebnis       | 48,0 % | 22,8 % | 12,8 % | 3,8 %  | 6,3 % | 2,5 % | 2,3 % | 1,5 % | –     | –        | 2.787.314       |
| Ligurien → Ergebnis       | 30,4 % | 38,4 % | 13,5 % | 4,6 %  | 5,5 % | 3,5 % | 4,0 % | –     | –     | 0,3 %    | 1.304.240       |
| Emilia-Romagna → Ergebnis | 25,3 % | 48,3 % | 10,2 % | 3,7 %  | 5,2 % | 3,9 % | 1,8 % | –     | 1,6 % | –        | 2.823.522       |
| Toskana → Ergebnis        | 28,5 % | 46,5 % | 10,7 % | 4,2 %  | 3,9 % | 2,6 % | 1,2 % | –     | 2,1 % | 0,3 %    | 2.517.617       |
| Umbrien → Ergebnis        | 27,6 % | 46,1 % | 13,9 % | 5,6 %  | 2,4 % | 2,4 % | 0,8 % | 1,1 % | –     | –        | 558.395         |
| Marken → Ergebnis         | 36,5 % | 36,9 % | 9,8 %  | 4,4 %  | 5,3 % | 3,4 % | 1,5 % | –     | 2,1 % | –        | 949.178         |
| Latium → Ergebnis         | 31,5 % | 33,5 % | 9,7 %  | 11,3 % | 6,1 % | 3,7 % | 2,5 % | 1,4 % | –     | 0,1 %    | 3.107.711       |
| Abruzzen → Ergebnis       | 42,5 % | 30,3 % | 10,2 % | 6,4 %  | 6,2 % | 2,6 % | 1,8 % | –     | –     | –        | 760.508         |
| Molise → Ergebnis         | 50,0 % | 17,9 % | 10,1 % | 5,0 %  | 6,2 % | 4,5 % | 4,5 % | 1,2 % | –     | 0,7 %    | 199.543         |
| Kampanien → Ergebnis      | 36,7 % | 27,1 % | 10,4 % | 12,2 % | 6,6 % | 3,6 % | 2,1 % | 1,1 % | –     | 0,3 %    | 2.911.096       |
| Apulien → Ergebnis        | 39,2 % | 28,6 % | 11,9 % | 10,8 % | 4,7 % | 2,3 % | 1,7 % | –     | –     | 0,9 %    | 2.125.780       |
| Basilikata → Ergebnis     | 41,8 % | 27,1 % | 13,2 % | 6,4 %  | 6,9 % | 1,6 % | 2,1 % | –     | –     | 0,8 %    | 345.128         |
| Kalabrien → Ergebnis      | 39,5 % | 25,2 % | 14,7 % | 8,3 %  | 5,2 % | 3,0 % | 1,3 % | –     | 2,7 % | –        | 1.074.353       |
| Gesamt                    | 35,3 % | 33,5 % | 12,0 % | 6,4 %  | 5,6 % | 3,2 % | 2,5 % | 0,9 % | 0,5 % | 0,2 %    | 30.334.030      |